# Дирийский эмират
Дири́йский эмира́т (араб. إمارة الدرعية‎), официально Пе́рвое Сау́довское госуда́рство (араб. الدولة السعودية الأولى‎) — государство возникшее на Аравийском полуострове, основанное в 1744 году, после соглашения между эмиром Мухаммадом ибн Саудом и Мухаммадом ибн Абдул-Ваххабом.

## История
В первой половине XVIII века на территории Аравийского полуострова действовал мусульманский проповедник Мухаммад ибн Абдул-Ваххаб. Заручившись поддержкой эмира Айяны Усмана ибн Хаммада, он со своими сторонниками приступил к уничтожению различных «святых» мест. Это привело к тому, что власти выслали Ибн Абдул-Ваххаба из Аяйны, и в 1744 году он обосновался в Эд-Диръии. Установив близкие отношения с местным эмиром Мухаммадом ибн ас-Саудом он со своими последователями стал совершать походы на близлежащие оазисы. Проповеди Ибн Абд аль-Ваххаба послужили идеологической базой для арабского движения против власти Османской империи.
В 1765 году Мухаммад ибн Сауд умер и его место занял Абдул-Азиз. Будучи не только наследником престола, но и имамом мусульман-ваххабитов, Абдул-Азиз сумел превратить Дерийский эмират в сильное государство. Захватив в 1773 году эр-Рияд, Саудиты подчинили себе весь центральный Неджд.
Ко времени смерти Мухаммада ибн Абдул-Ваххаба в 1792 году Дерийский эмират распространил своё влияние и на Восточную Аравию. На захваченных территориях ваххабиты громили различные святыни, которые почитались населением, в том числе и шиитские. К этому периоду относится и противостояние дирийцев с мекканскими шарифами в Западной Аравии.
Опасаясь развития успехов Саудитов, османские власти отправили против них военные силы. Однако, потерпевшие неудачу османские войска вынуждены были отступить. Воспользовавшись тем, что Османская империя настолько ослабла, что не могла контролировать положение в своих провинциях дирийцы вторглись в Ирак и, в 1802 году, разгромили шиитские святыни в Кербеле. В следующем году саудиты взяли Мекку, однако взять Джидду и Медину им не удалось. В том же году дерийский эмир Абдул-Азиз погиб в результате заговора и его место занял его сын Сауд, который в 1805 году захватил Медину и почти весь Хиджаз.
С 1805 по 1810 годы саудиты продолжали вторжения в Ирак и Сирию. Но к 1811 году против них выступил Мухаммад Али, египетский вассал османского султана Махмуда II. Армия Мухаммада Али, во главе с Тусуном, в 1813 году отбила у дерийцев Хиджаз. Начавшееся в Омане восстание заставило ваххабитов отступить из этого региона.
В 1814 году умер Сауд. Его сменил его сын Абдуллах ибн Сауд. К этому моменту саудиты потеряли контроль над Хиджазом, Оманом, Бахрейном и частью Тихамы. Неся одно поражение за другим к 1817 году саудиты утратили контроль над центральный Недждом, а уже в следующем году пал последний оплот саудитов — город Эд-Диръии. Многие саудиты погибли, а Эд-Диръию сравняли с землёй. Эмир Абдуллах I ибн Сауд был отправлен в Стамбул, где его обезглавили. 
Однако уже в 1821 году родственник казнённого эмира Турки ибн Абдаллах поднял восстание против османов, избрав в качестве новой столицы город Эр-Рияд. В 1824 г. было образовано Второе Саудовское государство.